# Слептон
Слептон (також с-лептон) — у фізиці елементарних частинок гіпотетичні бозони, суперпартнери (або дзеркальні частинки, тіньові частки, счастинки) лептонів, сферміон, чиє існування постулюється в суперсиметрії. Ця група включає в себе селектрон, смюон, стау-лептон і типи снейтріно. Спін — 0. Позначення — l͂.
Лівоспіральні слептони розпададаються в основному на чарджіно і нейтраліно.
Сучасні значення нижньої межі для маси і часу життя слептонов складають 101 ГеВ і 5 нс, відповідно. Сигнал R-адрону в детекторі подібний сигналу с-лептона. Важкі довгоживучі с-лептони можуть бути виміряні в детекторі ATLAS, якщо вони існують, вже на початковій інтегральної світності експерименту. Відповідно до теорії, домінували на ранній стадії історії Всесвіту.
Слептони на Великому адронному колайдері планується знаходити до маси 300 ГеВ, окремо розглядаються праві і ліві слептони. Пошук слептонів йде на детекторах Великого адронного коллайдера Компактний мюонний соленоїд і ATLAS. При порушенні суперсиметрії калібрувальним способом (GMSB-схема) слептони живуть і поводяться схоже на мюони.